# 青岛青春足球场
青岛青春足球场是位于中华人民共和国青岛市的专业足球场，总座位数为50000个，于2020年7月31日开工建设，2023年4月8日竣工，同年4月25日正式启用。该球场原定为2023年亚足联亚洲杯的比赛场馆，在中国因2019冠状病毒病疫情而放弃承办后，成为中超球队青岛海牛的新主场。2024年10月，中国国家足球队以此为主场参加国际足联2026世界杯亚洲区预选赛，是该球场首次承办国际A级赛事。

## 建设历程
2019年3月15日，中国足协向亚足联提出申办2023年亚足联亚洲杯，同年6月4日，亚足联在巴黎确认中国获得此次亚洲杯的主办权。经过亚足联和中国足协的考察评估，同年12月28日，中国足协宣布青岛等10座城市将承办此次亚洲杯。
为满足亚足联对亚洲杯比赛场地的标准，青岛市人民政府决定在城阳区靖城路的CY1003-057地块建设一座可容纳5万人的专业足球场，经过公开招标，决定由中建西南院负责设计，中建八局四公司负责施工总承包。2020年7月31日，该足球场正式开工建设，并命名为“青春足球场”。
2021年7月30日，青春足球场主体结构封顶，同年12月实现钢结构合拢，主体结构顺利完工。2022年3月，青春足球场钢结构搭建完成。受2019冠状病毒病疫情的影响，中国放弃承办2023年亚洲杯，但青春足球场仍照常建设。
2023年4月8日，青春足球场通过竣工验收，并于4月25日青岛海牛对北京国安的比赛上正式启用。

## 建筑特点

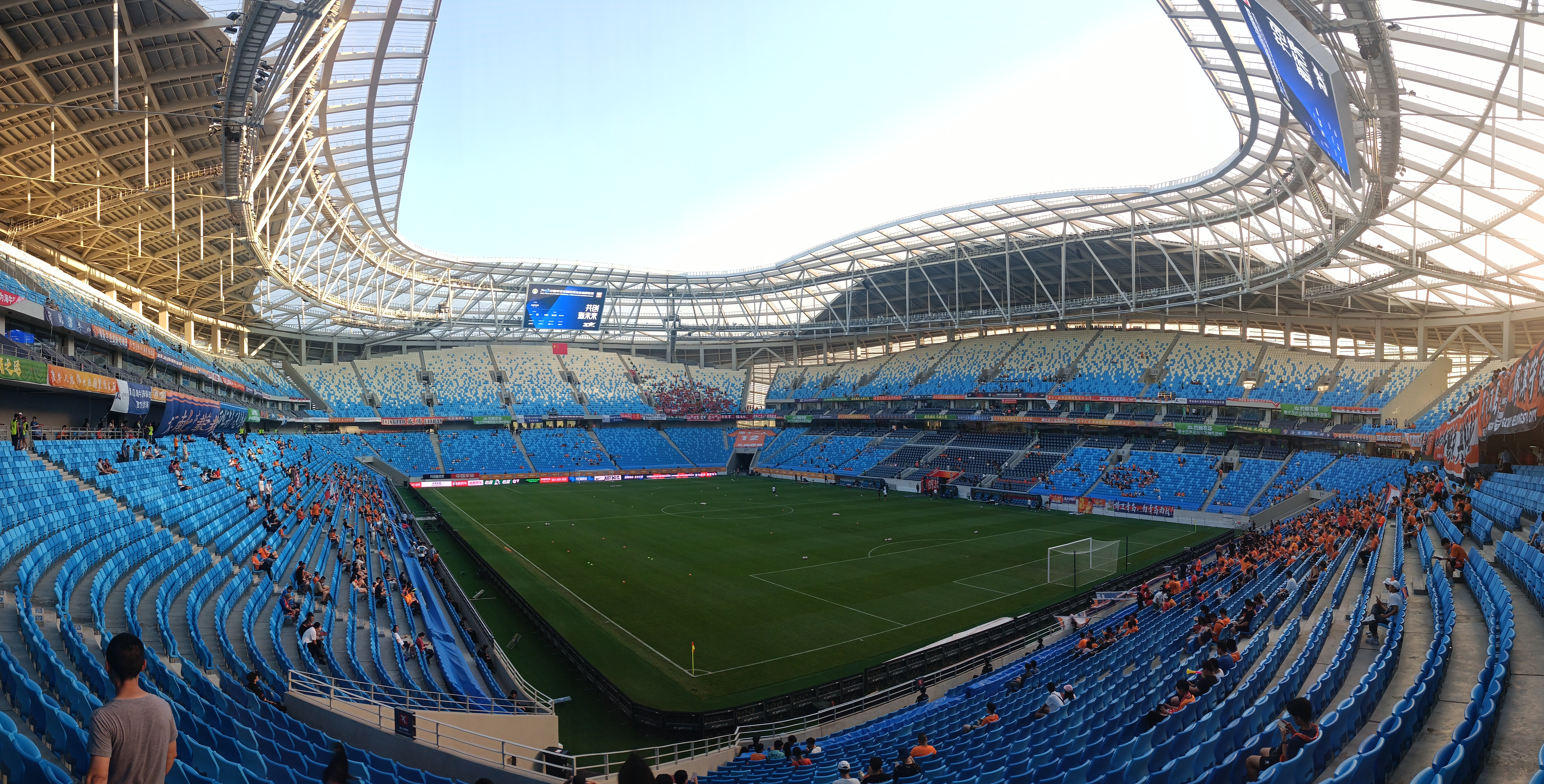
青春足球场内部

青春足球场是全球首座索承网格结构加氟塑膜结构体育场。项目主体钢结构包含劲性结构、索承网格结构、外立面钢网格等多种结构形式，屋盖南北向跨度达到234米，东西向跨度则为198米，索承网格结构最大悬挑达55米，用钢量约1.6万吨。屋面为2万平方米氟塑膜结构加1.5万平方米金属屋面，最高点达48.5米，膜屋面厚度仅为0.25毫米，确保场地内草坪可以无死角接受阳光照射。
足球场设计灵感由海而来，取意“跃动海浪”，外立面肌理由上下穿梭、飘逸流动的转折曲线组成，与青岛的城市风光相呼应。泛光照明工程由3300米的立面轮廓灯、1.3万米格栅洗墙灯、18组高杆投光灯及投影灯组成。西立面采用11万颗新型亮化装饰LED灯点光源布成两块大点阵屏，可通过点光源的阵列造型组合变化出各种效果。
场内看台为双层，座椅为蓝白两色，显现出青岛的海洋特色。东西两侧看台最前排距离草坪仅7.5米，南北看台约10米。看台两侧竖立的大屏幕，每个面积为202.75平方米，以约30度角倾斜安装，让场内球员及球迷享有良好的比赛观感。场内设置灯具524套，在满足高清直播标准前提下，减少灯具功率及数量，降低眩光感，提高观赛舒适度。

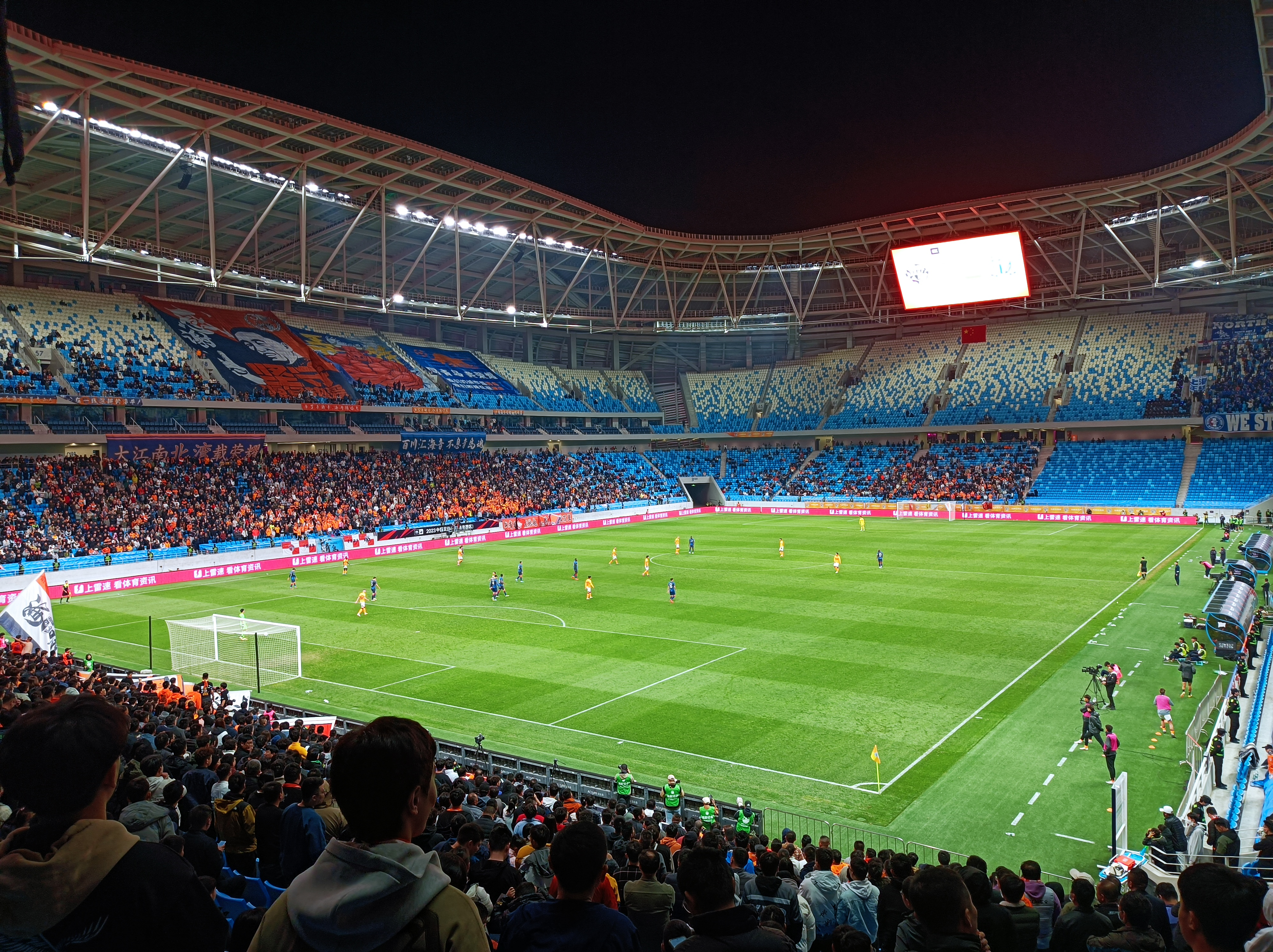
青春足球场内举办2023年中国足协杯半决赛

足球场草坪使用的是锚固草，由5%的人造草和95%的天然草组成，结合青岛的气候特点，草坪草种选取的是高羊茅和早熟禾两种。足球场草坪排水以表面排水和渗水相结合的方式以达到场地排水的目的。草坪下设有加热系统，在天气寒冷的情况下，可以提前开启加热系统，让草坪始终处于常绿状态。

## 承办赛事
2023年9月8日，青春足球场承办了东亚足联U-15男足锦标赛的决赛阶段比赛，这是该球场首次承办国际性赛事。
2024年10月15日，青春足球场承办了2026年国际足联世界杯亚洲区预选赛第三阶段第4轮比赛，這是该球场首次承办国际A级赛事。
此外，青岛海牛也曾与巴拿马国家足球队在该球场进行友谊赛。
| 日期           | 时间（UTC+8） | 主队     | 比分        | 客队       | 赛事                                   | 上座人数 |
| -------------- | ------------- | -------- | ----------- | ---------- | -------------------------------------- | -------- |
| 2023年9月8日   | 15:00         | 中華臺北 | 0-4         |            | 2023年东亚足联U-15男足锦标赛季军赛     | 56       |
| 2023年9月8日   | 19:00         | 中國     | 0-0 （4-2） | 日本       | 2023年东亚足联U-15男足锦标赛决赛       | 500      |
| 2023年11月10日 | 19:30         | 青島海牛 | 0-2         | 巴拿马     | 友誼賽                                 | 29,675   |
| 2024年10月15日 | 20:00         | 中國     | 2-1         | 印度尼西亞 | 国际足联2026世界杯亚洲区预选赛第三阶段 | 37,133   |